# Televisionen – Die Welt des Fernsehens
Televisionen – Die Welt des Fernsehens ist eine deutsche Fernsehsendung. 
Die Dokumentationsreihe hatte zum Ziel, zu erklären, wie Fernsehen funktioniert und wie die Übertragung von Bildern und Tönen vom Sender zum heimischen Fernseher abläuft. Mit aufwändigen Experimenten wurde die komplexe Technik der analogen Übertragung einem breiten Publikum verständlich vermittelt. 
Die Sendungen wurden von Jean Pütz geschrieben und moderiert; die Ausstrahlung erfolgte 1978 im WDR in 7 Folgen à 45 Min.

## Produktionen
| Nr. | Titel                             |
| --- | --------------------------------- |
| 1   | Sehende Menschen                  |
| 2   | Mit Elektronen zum Ziel           |
| 3   | Von der Kamera zur Flimmerkiste   |
| 4   | Der Bildschirm wird farbig        |
| 5   | Farbfernsehen für jedermann       |
| 6   | PAL garantiert die richtige Farbe |
| 7   | Störungen sind vermeidbar         |

## Begleitbuch
- Jean Pütz (Hrsg.): „Alles über Fernsehen, Video, Satellit“ Egmont vgs Verlagsgesell, 1997, ISBN 978-3-8025-1248-3